# Schützengarten

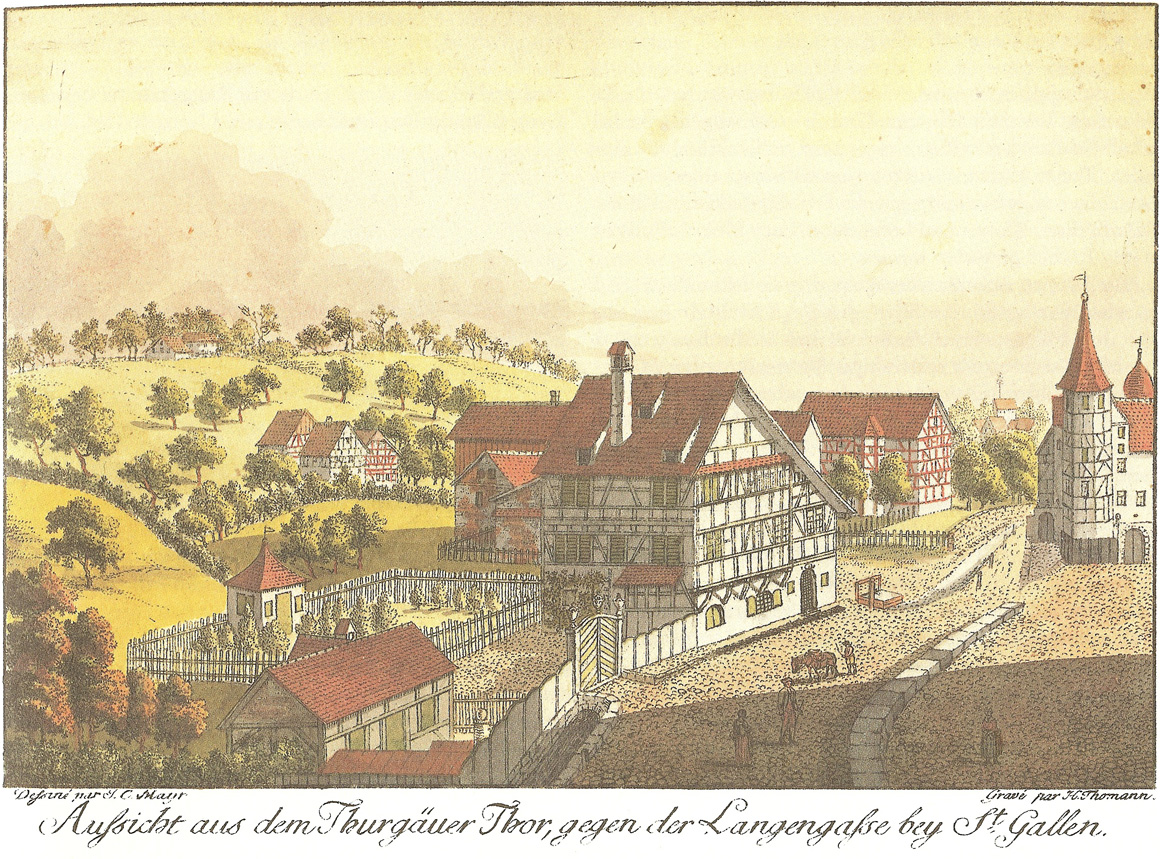
Brauerei Schützengarten um 1790

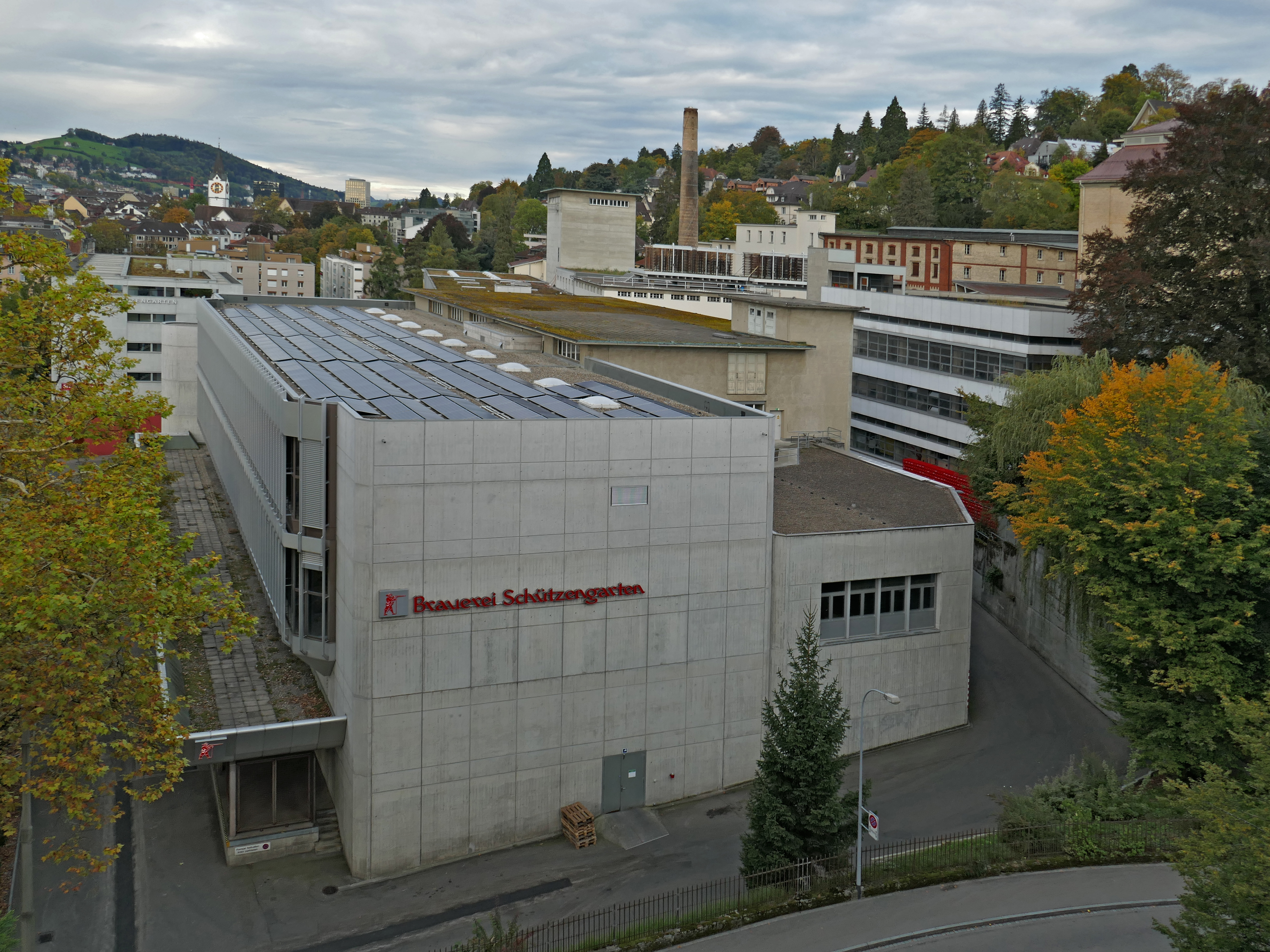
Brauerei Schützengarten 2018

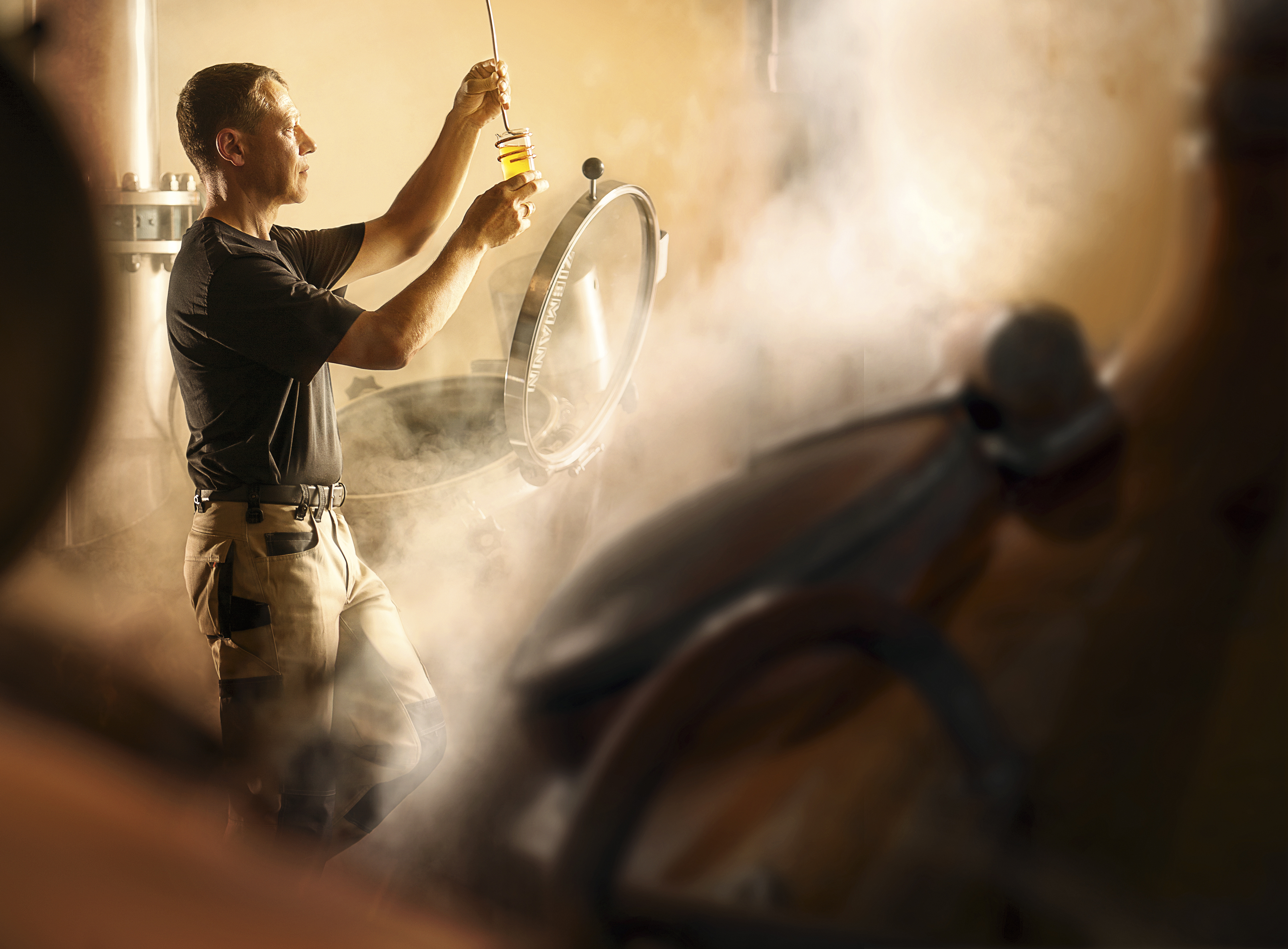
Braumeister der Brauerei

Die Brauerei Schützengarten AG wurde 1779 in St. Gallen gegründet und ist damit die älteste Brauerei der Schweiz. Seit der Gründung ist Schützengarten eigenständig. Zusätzlich betreibt die Brauerei Schützengarten in der gesamten Ostschweiz Getränke-Services. Neben verschiedenen eigenen und fremden Biersorten tritt sie auch als Getränkehändler auf und vertreibt Mineral- und Süsswasser sowie Säfte und Weine.

## Geschichte

### Gründung
Die Brauerei wurde 1779 von Johann Ulrich Tobler gegründet. Sie erfuhr unter Arnold Billwiller, der den Betrieb 1878 von seinem Vater übernahm, einen enormen Wachstumsschub. Bis 1910 hatte die Brauerei Eis aus Drei Weihern zur Kühlung verwendet. 1894 wurde unter der Leitung von Billwiller ein eigenes Wasserkraftwerk gebaut, um die Biere mit dem eigenen Naturstrom zu produzieren. Unter der Führung Billwillers erhöhte sich der Bierausstoss von 7'200 auf über 100'000 Hektoliter.

### Umwandlung in eine Aktiengesellschaft
Die Brauerei wurde am 8. Oktober 1926 in eine Aktiengesellschaft umgewandelt. Nach dem Tod Billwillers im Jahr 1928 wurde die Brauerei durch August Ess, Billwillers Buchhalter, und Adolf Kurer-Glinz, Billwillers Neffe, geführt. Beide führten das Unternehmen bis Anfang der 1940er-Jahre. 1954 wurden neue Bottiche im Gärkeller installiert.
1979, 200 Jahre nach der Gründung, wurde das neu gebaute Stapelgebäude in Betrieb genommen und die Verpackungsanlage modernisiert. Knapp zehn Jahre später wurde das Sudhaus eröffnet. Somit konnte ab 1989 der Brauprozess vollautomatisch und energiesparend durchgeführt werden.

### Seit 1992
Nach der Auflösung des Schweizer Bierkartells im Jahr 1992 stiegen die Bierverkäufe der Brauerei Schützengarten merklich an. Zeitgleich wurde das Sortiment erweitert. 1993 wurden erstmals Spezialitätenbiere produziert wie das Billwiller Premium Pils und das St. Galler Klosterbräu.
Um den Handel mit alkoholfreien Getränken, Säften und Weinen zu bewältigen, wurde 1994 ein Hochregallager in Betrieb genommen. Drei Jahre später, 1997, wurde die Brauerei nach ISO 9001 zertifiziert. 2001 fand die Eröffnung des neuen Verwaltungsgebäudes an der St. Jakobstrasse sowie des dortigen neuen Getränkemarkts für Privatkunden statt. Ende 2001 wurde ein Bierflaschenmuseum eröffnet. Darin werden rund 3'000 Bierflaschen aus über 260 verschiedenen Brauereien ausgestellt.
Seit dem Jahr 2006 wurde auch das Löwengarten Bier, das früher aus der Brauerei Löwengarten in Rorschach stammte, von der Brauerei Schützengarten hergestellt.
2012 wurden die herkömmlichen, liegenden Lagertanks durch zylindrokonische Tanks ersetzt. Ein Jahr später wurde im Zuge der Museumsnacht im September das renovierte Bierflaschenmuseum wiedereröffnet. In diesem Jahr produzierte die Brauerei mit 229 Mitarbeitenden 170'700 Hektoliter Bier und verkaufte insgesamt 304'200 Hektoliter Getränke.
Seither konnte sich die Brauerei mit zahlreichen Qualitätssiegeln und Awards auszeichnen lassen. Ab 2018 sollten vermehrt einheimische Rohstoffe verwendet werden.

## Biersorten
Jährlich werden rund 175'000 Hektoliter Bier gebraut, das Gastgewerbe übernahm im Jahr 2012 zirka die Hälfte davon. Das Bier wird in Flaschen, Kegs oder Containern für den Offenausschank bereitgestellt. Diese Biere wurden von der deutschen Landwirtschaftsgesellschaft, DLG, mehrfach mit dem DLG-Qualitätssiegel ausgezeichnet. Vor 2016 war auch eine Bier-Eigenmarke für einen Detailhändler hergestellt worden.

### Schützengarten
- Schützengarten Lager Hell
- Schützengarten Edelspez Premium
- St. Galler Landbier
- St. Galler Klosterbräu
- Gallus 612 - Old Style Ale
- India Pale Ale (IPA)
- India Pale Ale Alkoholfrei
- Swiss Stout
- Schwarzer Bär Dunkelbier
- Schützengarten Alkoholfrei
- Schützengarten Edelspez 2.8
- Festbier
- Säntisbier Naturtrüb
- Weisser Engel Hefe-Weissbier
- Panaché
- Jubiläumsbier Sud 1779

### Löwengarten
- Löwengarten Helles Lager
- Löwengarten Löwenprinz

## Alkoholfreie Getränke
Die Brauerei Schützengarten AG handelt neben Bier auch mit alkoholfreien Getränken. Jährlich werden rund 130'000 Hektoliter nationale und internationale Mineralwasser, Softdrinks, Ice-Tea, Frucht- und Obstsäfte sowie Energydrinks vertrieben.

## Soziales Engagement
Die Brauerei unterstützt direkt oder über die Arnold Billwiller Stiftung regionale Vereine, Organisationen und Institutionen aus den Bereichen Soziales, Sport und Kultur. Dazu zählen unter anderem der FC St. Gallen sowie deren Stadtrivale SC Brühl.